# Bruchköbel
Bruchköbel is een gemeente in de Duitse deelstaat Hessen, gelegen in de Main-Kinzig-Kreis, 20 km oostelijk van Frankfurt. De stad telt 20.512 inwoners.

## Geografie

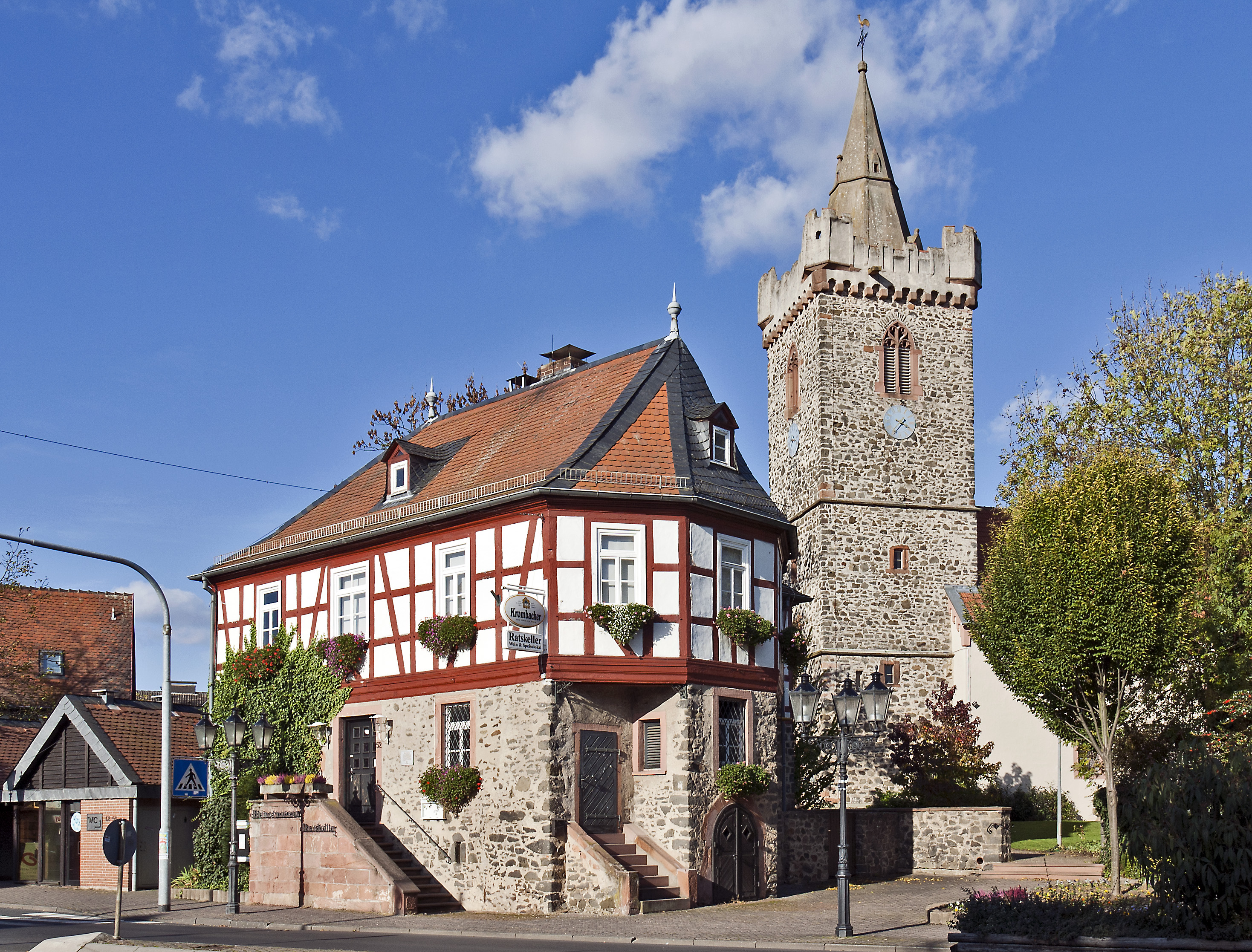
Oude raadhuis en kerk

Bruchköbel heeft een oppervlakte van 29,68 km² en ligt in het centrum van Duitsland, iets ten westen van het geografisch middelpunt.
Bad Orb · Bad Soden-Salmünster · Biebergemünd · Birstein · Brachttal · Bruchköbel · Erlensee · Flörsbachtal · Freigericht · Gelnhausen · Großkrotzenburg · Gründau · Hammersbach · Hanau · Hasselroth · Jossgrund · Langenselbold · Linsengericht · Maintal · Neuberg · Niederdorfelden · Nidderau · Rodenbach · Ronneburg · Schlüchtern · Schöneck · Sinntal · Steinau an der Straße · Wächtersbach